# NGC 2148
NGC 2148 је спирална галаксија у сазвежђу Сликар која се налази на NGC листи објеката дубоког неба.
Деклинација објекта је - 59° 7' 35" а ректасцензија 5h 58m 45,6s. Привидна величина (магнитуда) објекта NGC 2148 износи 13,8 а фотографска магнитуда 14,6. NGC 2148 је још познат и под ознакама ESO 120-24, IRAS 05581-5907, PGC 18171.